# فرانسواز تايلور
فرانسواز تايلور هي نقاشة ‏ ورسامة بلجيكية، ولدت في 1920 في لياج في بلجيكا، وتوفيت في 24 يناير 2007 في بولتن في المملكة المتحدة.